# 斎藤一郎

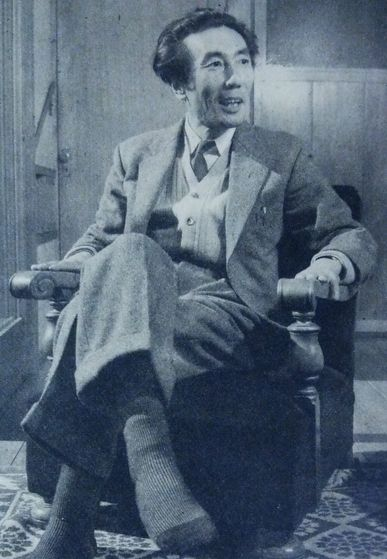
1955年

斎藤 一郎（さいとう いちろう、1909年8月23日 - 1979年11月16日）は、日本の映画音楽の作曲家である。彩木 暁（さいき あきら）のペンネームも用いた。

## 経歴
1909年（明治42年）8月23日、千葉県に生まれる。
国立音楽学校でヴァイオリンを学んだ後、ヴァイオリニストとして映画音楽のオーケストラで演奏し、作曲を池内友次郎と池譲に学んだ。1952年（昭和27年）、第7回毎日映画コンクールにおいて『西鶴一代女』、『おかあさん』、『稲妻』、『秘密』で音楽賞を受賞。1954年（昭和29年）には第1回東南アジア映画祭（現在のアジア太平洋映画祭）において『金色夜叉』で音楽賞を受賞した。
1979年（昭和54年）11月16日、死去した。満70歳没。

## 作品

### 映画音楽
- 父子桜（1944年、小石栄一監督）
- 五重塔（1944年、五所平之助監督）
- 修道院の花嫁（1946年、田口哲監督）
- 踊子物語（1947年小石栄一監督）
- 轟先生（1947年、島耕二監督）
- 緑の小筐（1947年、島耕二監督）
- 花咲く家族（1947年千葉泰樹監督）
- 長屋紳士録（1947年、小津安二郎監督）
- 初恋物語（1947年、小石栄一監督）
- 蝶々失踪事件（1947年、久松静児監督）
- 運命の暦（1948年、島耕二監督）
- 偉大なるX（1948年、大庭秀雄監督）
- 殺すが如く（1948年、田中重雄監督）
- 情熱の人魚（1948年、田口哲監督）
- 女の闘い（1949年、千葉泰樹監督）
- 流れる星は生きている（1949年、小石栄一監督）
- 女医の診察室（1950年、吉村廉監督）
- 転落の詩集（1950年、加戸敏監督）
- 宗方姉妹（1950年、小津安二郎監督）
- 處女峰（1950年、木村恵吾監督）
- お茶漬の味（1952年、小津安二郎監督）
- 西鶴一代女（1952年、溝口健二監督）
- 朝の波紋（1952年、五所平之助監督）
- おかあさん（1952年、成瀬巳喜男監督）
- 港へ来た男（1952年、本多猪四郎監督）
- 夫婦（1953年、成瀬巳喜男監督）
- 妻（1953年、成瀬巳喜男監督）
- 祇園囃子（1953年、溝口健二監督）
- あにいもうと（1953年、成瀬巳喜男監督）
- 思春の泉 (のちに草を刈る娘に改題）（1953年、中川信夫監督）
- 恋文（1953年、田中絹代監督）
- 金色夜叉（1954年、島耕二監督）
- 山の音（1954年、成瀬巳喜男監督）
- 晩菊（1954年、成瀬巳喜男監督）
- 浮雲（1955年、成瀬巳喜男監督）
- 月夜の傘（1955年、久松静児監督）
- おふくろ（1955年、久松静児監督）
- 薔薇いくたびか（1955年、衣笠貞之助監督）
- おえんさん（1955年、本多猪四郎監督）
- 藤十郎の恋（1955年、森一生監督）
- 七つボタン（1955年、古川卓巳監督）
- くちづけ（1955年、筧正典・鈴木英夫・成瀬巳喜男監督）
- 婦系図 湯島の白梅（1955年、衣笠貞之助監督）
- しいのみ学園（1955年、清水宏監督）
- 次郎物語（1955年、清水宏監督）
- 幼き者は訴える（1955年、春原政久監督）
- 男ありて（1955年、丸山誠治監督）
- 驟雨（1956年、成瀬巳喜男監督）
- 色ざんげ（1956年、阿部豊監督）
- 妻の心（1956年、成瀬巳喜男監督）
- 屋根裏の女たち（1956年、木村恵吾監督）
- 乳母車（1956年、田坂具隆監督）
- 流れる（1956年、成瀬巳喜男監督）
- 何故彼女等はそうなったか（1956年、清水宏監督）
- 母を求める子ら（1956年、清水宏監督）
- 美貌の都（1957年、松林宗恵監督）
- あらくれ（1957年、成瀬巳喜男監督）
- 弥太郎笠（1957年、森一生監督）
- 朱雀門(1957年 、森一生監督)
- 踊子（1957年、清水宏監督）
- 桃太郎侍（1957年、三隅研次監督）
- 佳人（1958年、滝沢英輔監督）
- 忠臣蔵（1958年、渡辺邦男監督）
- 杏っ子（1958年、成瀬巳喜男監督）
- 七番目の密使（1958年、森一生監督）
- 鰯雲（1958年、成瀬巳喜男監督）
- 人肌孔雀（1958年、森一生監督）
- 母の旅路（1958年、清水宏監督）
- 人肌牡丹（1959年、森一生監督）
- こだまは呼んでいる（1959年、本多猪四郎監督）
- お譲吉三（1959年、田中徳三監督）
- かげろう絵図（1959年、衣笠貞之助監督）
- 薄桜記（1959年、森一生監督）
- 静かなる凶弾（1959年、関川秀雄監督）
- 大いなる旅路（1960年、関川秀雄監督）
- 大いなる驀進（1960年、関川秀雄監督）
- 歌行燈（1960年、衣笠貞之助監督）
- 夜の流れ（1960年、成瀬巳喜男、川島雄三監督）
- 路傍の石（1960年、久松静児監督）
- 秋立ちぬ（1960年、成瀬巳喜男監督）
- 不知火検校（1960年、森一生監督）
- 大菩薩峠 竜神の巻 (1960年、三隅研次監督)
- 警察日記 ブタ箱は満員（1961年、若杉光夫監督）
- 鯉名の銀平 (1961年、田中徳三監督、大映京都)
- 妻として女として（1961年、成瀬巳喜男監督）
- 黒い画集 第二話 寒流（1961年、鈴木英夫監督）
- 女の座（1962年、成瀬巳喜男監督）
- 早乙女家の娘たち（1962年、久松静児監督）
- 続・座頭市物語（1962年、森一生監督）
- 新選組始末記（1963年、三隅研次監督）
- 女系家族（1963年、三隅研次監督）
- てんやわんや次郎長道中（1963年、森一生監督）
- 新選組血風録 近藤勇（1963年、小沢茂弘監督）
- 女の歴史（1963年、成瀬巳喜男監督）
- 影を斬る（1963年、池広一夫監督）
- 悪名波止場（1963年、森一生監督）
- 乱れる（1964年、成瀬巳喜男監督）
- 座頭市千両首（1964年、池広一夫監督）
- 博徒対テキ屋（1964年、小沢茂弘監督）
- 新鞍馬天狗（1965年、安田公義監督）
- 沓掛時次郎 遊侠一匹（1966年、加藤泰監督）
- 骨までしゃぶる（1966年、加藤泰監督）
- 博徒七人（1966年、小沢茂弘監督）
- 陸軍中野学校 雲一号指令（1966年、森一生監督)
- 座頭市海を渡る（1966年、池広一夫監督）
- 座頭市鉄火旅（1967年、安田公義監督）
- 陸軍中野学校 密命 （1967年、井上昭監督）
- 侠客の掟（1967年、鳥居元宏監督）
- かあちゃんと11人の子ども （1968年、五所平之助監督）
- 女と味噌汁（1968年、五所平之助監督）
- 大奥絵巻（1968年、山下耕作監督）
- 関東おんな極道（1969年、森一生監督）
- 戦後最大の賭場（1969年、山下耕作監督）
- 四谷怪談 お岩の亡霊（1969年、森一生監督）
- 緋牡丹博徒 お竜参上（1970年、加藤泰監督）
- 日本侠客伝 昇り龍（1970年、山下耕作監督）

### テレビドラマ
- 少年ジェット
- 娘と私
- あかつき
- あゝ同期の桜

### 校歌
- 練馬区立開進第四小学校
- 練馬区立小竹小学校